# Tetragnatha taylori
Tetragnatha taylori är en spindelart som beskrevs av O. Pickard-Cambridge 1890. Tetragnatha taylori ingår i släktet sträckkäkspindlar, och familjen käkspindlar. Inga underarter finns listade i Catalogue of Life.